# رافائيل صموئيل
رافائيل صموئيل (بالإنجليزية: Raphael Samuel)‏ هو مؤرخ بريطاني، ولد في 26 سبتمبر 1934 في لندن في المملكة المتحدة، وتوفي بنفس المكان في 9 ديسمبر 1996.